# Europees kampioenschap voetbal 2020 (Groep B) Finland - Rusland
Dit artikel gaat over de wedstrijd in de groepsfase in groep B tussen Finland en Rusland die gespeeld werd op woensdag 16 juni 2021 in het Krestovskistadion te Sint-Petersburg tijdens het Europees kampioenschap voetbal 2020. Het duel was de dertiende wedstrijd van het toernooi.

## Voorafgaand aan de wedstrijd
- Finland stond bij aanvang van het toernooi op de 54ste plaats van de FIFA-wereldranglijst.[1] 29 Europese landen en 22 EK-deelnemers stonden boven Finland op die lijst. Rusland was op de 38ste plek terug te vinden.[2] Rusland kende twintig Europese landen en negentien EK-deelnemers die een hogere positie op de ranglijst hadden.
- Finland en Rusland troffen elkaar voor deze wedstrijd al vijf keer. Finland won eenmaal, de overige vier wedstrijden werden gewonnen door Rusland. Nooit eerder speelden deze landen op een EK of WK tegen elkaar.
- Voor Finland was dit haar eerste deelname aan een groot eindtoernooi. Rusland nam voor een zesde keer deel aan een EK-eindronde en voor een vijfde achtereenvolgende keer. Op het EK 2008 reikte Rusland het verst, toen de halve finales werd bereikt.
- In de eerste speelronde van de EK-groepsfase won Finland met 1–0 van Denemarken. Rusland verloor met 3–0 van België.

## Wedstrijdgegevens[3]
| Datum                  | 16 juni 2021                                                                                | 16 juni 2021                                                                                |
| Aftrap                 | 15:00 uur                                                                                   | 15:00 uur                                                                                   |
| Wedstrijdnummer        | 13                                                                                          | 13                                                                                          |
| Stadion                | Krestovskistadion, Sint-Petersburg                                                          | Krestovskistadion, Sint-Petersburg                                                          |
| Toeschouwers           | 24.540                                                                                      | 24.540                                                                                      |
| Scheidsrechter         | Danny Makkelie                                                                              | Danny Makkelie                                                                              |
| Assistenten            | Hessel Steegstra Jan de Vries                                                               | Hessel Steegstra Jan de Vries                                                               |
| Vierde official        | István Kovács                                                                               | István Kovács                                                                               |
| Videoscheidsrechters   | Pol van Boekel Kevin Blom (assistent) Benjamin Pages (assistent) Jérôme Brisard (assistent) | Pol van Boekel Kevin Blom (assistent) Benjamin Pages (assistent) Jérôme Brisard (assistent) |
| Man van de wedstrijd   | Aleksej Mirantsjoek                                                                         | Aleksej Mirantsjoek                                                                         |
|                        | Finland                                                                                     | Rusland                                                                                     |
| Doelpunten             | 0                                                                                           | 1                                                                                           |
| Gele kaarten           | 2                                                                                           | 3                                                                                           |
| Rode kaarten           | 0                                                                                           | 0                                                                                           |
| Wissels                | 4                                                                                           | 4                                                                                           |
| Schoten op doel        | 1                                                                                           | 3                                                                                           |
| Schoten naast doel     | 4                                                                                           | 8                                                                                           |
| Overtredingen          | 12                                                                                          | 12                                                                                          |
| Hoekschoppen           | 1                                                                                           | 4                                                                                           |
| Buitenspel             | 2                                                                                           | 2                                                                                           |
| Passnauwkeurigheid (%) | 85                                                                                          | 83                                                                                          |
| Balbezit (%)           | 44                                                                                          | 56                                                                                          |

| Finland | 0 – 1           | Rusland |
| | goals (assists) | 45+2' Aleksej Mirantsjoek (Artjom Dzjoeba) |
| Markku Kanerva | bondscoach      | Stanislav Tsjertsjesov |
| Lukáš Hrádecký Joona Toivio 85' Paulus Arajuuri Daniel O'Shaughnessy Rasmus Schüller 67' Glen Kamara Jukka Raitala 75' Robin Lod Jere Uronen Teemu Pukki 75' Joel Pohjanpalo | opstellingen    | Matvej Safonov 62' Mário Fernandes Igor Diveyev ( 85') Georgi Dzjikija Daler Koezjajev Roman Zobnin Dmitri Barinov 61' Magomed Ozdojev 85' Aleksej Mirantsjoek 85' Artjom Dzjoeba Aleksandr Golovin |
| Joni Kauko 67' Pyry Soiri 75' Lassi Lappalainen 75' Fredrik Jensen 85' | wissels         | 26' Vjatsjeslav Karavajev 61' Rifat Zjemaletdinov 85' Aleksandr Sobolev 85' Maksim Mukhin |
| Glen Kamara 22' Daniel O'Shaughnessy 90' | gele kaarten    | 27' Dmitri Barinov 34' Magomed Ozdojev 88' Georgi Dzjikija |
| | rode kaarten    | |